# Велика Язбина
Велика Язбина (хорв. Velika Jazbina) — населений пункт у Хорватії, у Загребській жупанії у складі міста Самобор.

## Населення
Населення за даними перепису 2011 року становило 258 осіб.
Динаміка чисельності населення поселення:

## Клімат
Середня річна температура становить 10,04 °C, середня максимальна – 23,90 °C, а середня мінімальна – -6,02 °C. Середня річна кількість опадів – 1040 мм.
| Клімат поселення                              | Клімат поселення | Клімат поселення | Клімат поселення | Клімат поселення | Клімат поселення | Клімат поселення | Клімат поселення | Клімат поселення | Клімат поселення | Клімат поселення | Клімат поселення | Клімат поселення | Клімат поселення |
| Показник                                      | Січ.             | Лют.             | Бер.             | Квіт.            | Трав.            | Черв.            | Лип.             | Серп.            | Вер.             | Жовт.            | Лист.            | Груд.            |                  |
| Середній максимум, °C                         | 5,90             | 7,60             | 11,80            | 16,01            | 20,78            | 23,90            | 22,80            | 22,26            | 18,44            | 13,46            | 7,80             | 4,18             |                  |
| Середня температура, °C                       | −0,05            | 1,64             | 5,84             | 10,05            | 14,82            | 17,95            | 19,69            | 19,16            | 15,33            | 10,34            | 4,70             | 1,07             |                  |
| Середній мінімум, °C                          | −6,02            | −4,31            | −0,12            | 4,08             | 8,86             | 11,99            | 16,58            | 16,04            | 12,22            | 7,23             | 1,58             | −2,04            |                  |
| Норма опадів, мм                              | 53               | 55               | 71               | 78               | 87               | 116              | 98               | 100              | 103              | 101              | 102              | 76               |                  |
| Середньомісячна швидкість вітру, м/с          | 1.60             | 1.78             | 2.18             | 2.09             | 1.98             | 1.80             | 1.70             | 1.59             | 1.52             | 1.58             | 1.68             | 1.67             |                  |
| Середньомісячна сонячна радіація, кДж/м²·день | 4120             | 6868             | 10405            | 14791            | 18911            | 20682            | 21669            | 18784            | 13848            | 8637             | 4556             | 3331             |                  |
| --------------------------------------------- | ---------------- | ---------------- | ---------------- | ---------------- | ---------------- | ---------------- | ---------------- | ---------------- | ---------------- | ---------------- | ---------------- | ---------------- | ---------------- |
| Джерело:                                      |                  |                  |                  |                  |                  |                  |                  |                  |                  |                  |                  |                  |                  |